# Last Man Standing (televisieserie)
Last Man Standing is een Amerikaanse sitcom, gecreëerd door Jack Burditt, die voor het eerst op 11 oktober 2011 door ABC werd uitgezonden. In 2020 liep een achtste seizoen.

## Opzet
De serie volgt Mike Baxter, gespeeld door Tim Allen, kaderlid en marketingdirecteur voor een sport- en outdoorwinkelketen met hoofdkwartier in Denver in Colorado. Hij heeft een vrouw, drie dochters en een kleinzoon. Later breidt de familie uit met de jonge mannen die relaties met zijn dochters aangaan. Baxter heeft een conservatieve wereldvisie en verkondigt die via de vlog van 'Outdoor Man', de winkelketen waarvoor hij de marketing verzorgt.

## Productie
Last Man Standing is een gezamenlijke productie van 21 Laps-Adelstein Productions, NestEgg Productions en 20th Century Fox Television. De eerste zes seizoenen werden door ABC uitgezonden waarna het bedrijf de beslissing nam de serie stop te zetten. Last Man Standing was ABC's op een na meest bekeken sitcom op dat moment. Volgens conservatieve stemmen in Amerika was dit een politieke zet van ABC na de verkiezing van Donald Trump. De serie werd opgepikt door Fox nadat door middel van een petitie meer dan 400.000 handtekeningen verzameld werden. De eerste uitzending van het zevende seizoen werd door Fox op 28 september 2018 uitgezonden en die van het achtste seizoen op 2 januari 2020. Op 19 mei 2020 kondigde Fox een negende seizoen aan.

## Rolverdeling

### Hoofdrolspelers
- Tim Allen als Mike Baxter, marketingdirecteur van de winkelketen 'Outdoor Man', vader van drie dochters, heeft conservatieve visies en waarden. Hij is tevens radiozendamateur.
- Nancy Travis als Vanessa Baxter, Mikes echtgenote, geologe in de energiesector, in seizoen 4 maakt ze de overstap naar het onderwijs.
- Alexandra Krosney (seizoen 1) en Amanda Fuller (vanaf seizoen 2) als Kristin Baxter, de oudste dochter en tienermoeder in de eerste seizoenen.
- Molly Ephraim (seizoen 1–6) en Molly McCook (vanaf seizoen 7) als Mandy Baxter, de modebewuste maar wereldvreemde middelste dochter.
- Kaitlyn Dever als Eve Baxter, de sportieve intelligente jongste dochter, heeft militaire ambities, zou Mikes favoriete dochter zijn.
- Christoph Sanders, als Kyle Anderson, de jongste werknemer in 'Outdoor Man' en Mandy's echtgenoot.
- Héctor Elizondo, als Ed Alzate, Mikes zakenpartner en eigenaar van 'Outdoor Man', is van Baskische afkomst.
- Evan en Luke Kruntchev (seizoen 1), Flynn Morrison (seizoen 2–6), Jet Jurgensmeyer (vanaf seizoen 7) als Boyd Baxter, zoon van Kristin en Ryan, kleinzoon van Mike en Vanessa.
- Nick Jonas (seizoen 1) en Jordan Masterson (vanaf seizoen 2) als Ryan Vogelson, Boyds vader, een Canadese klaploper, laat zijn zoon dan toch niet in de steek en trouwt met Kristin.
- Jonathan Adams als Chuck Larabee, een ex-militair, buurman van Mike en Vanessa en later hoofd van de veiligheid van 'Outdoor Man'.
- Krista Marie Yu als Jen, Vanessa's uitwisselingsstudent vanaf seizoen 7.

### Bijrollen
- Kenton Duty als Victor Blake in seizoen 1, Eve's teamgenoot en kortstondig lief.
- Robert Foster als Bud Baxter, Mike's vader en weduwnaar, eigenaar van een coffeeshop.
- Erika Alexander (seasons 2–6) en Tisha Campbell (vanaf seizoen 7) als Carol Larabee, echtgenote van Chuck en buurvrouw van Mike en Vanessa.
- Carla Jimenez als Blanca Alvarez, de Guatemalteekse huishoudster van de Baxters, helpt Mandy met haar modezaak.
- Sarah Gilman als Cammy Harris, Eve's teamgenote en praatzieke beste vriendin.
- Jonathan Taylor Thomas als John Baker, Kristins baas in het restaurant waar ze werkt in seizoen 2 en 3.
- Tye Sheridan als Justin; Eve's teamgenoot en kortstondig lief in seizoen 3 en 4.
- Zachary Gordon als Andrew, Eve's klasgenoot en nerd.
- Joely Fisher als Wendi Gracin, Eds onuitstaanbare jongere vriendin.
- Bill Engvall als pastoor Paul (vanaf seizoen 5), de nieuwe pastoor van de kerk waarvan de Baxters lid zijn.
- Jay Leno als Joe Leonard (vanaf seizoen 5), een semigepensioneerde automechanieker die later in het herstelatelier van 'Outdoor Man' werkt.
- Travis Tope als Rob (vanaf seizoen 6), Eve's lief, studeert criminologie aan de Universiteit van Colorado te Boulder.
- Susan Sullivan (vanaf seizoen 6), Vanessa's moeder, later Eds verloofde.

## Prijzen
| jaar | instantie                                | categorie                                                                                  | genomineerde / episode               | resultaat   |
| ---- | ---------------------------------------- | ------------------------------------------------------------------------------------------ | ------------------------------------ | ----------- |
| 2012 | People's Choice Award                    | favoriete nieuwe tv-komedie                                                                | Last Man Standing                    | nominatie   |
| 2012 | Nickelodeon Kids' Choice Awards          | favoriete tv-acteur                                                                        | Tim Allen                            | nominatie   |
| 2012 | TV Guide Magazine's Fan Favorites Awards | favoriete comeback                                                                         | Tim Allen                            | gewonnen    |
| 2012 | Young Artist Award                       | beste vertolking in een tv-serie (komedie of drama) – bijrol jonge actrice                 | Kaitlyn Dever                        | nominatie   |
| 2013 | Environmental Media Awards               | beste episode komische tv-serie                                                            | "Mother Fracker"                     | gewonnen    |
| 2013 | ASCAP Film and Television Music Awards   | top televisieserie                                                                         | Carl Thiel (composer)                | gewonnen    |
| 2014 | Primetime Creative Arts Emmy Awards      | voortreffelijke cinematografie voor een multicamera-serie                                  | Donald A. Morgan – "Eve's Boyfriend" | genomineerd |
| 2014 | ASCAP Film and Television Music Awards   | top televisieserie                                                                         | Carl Thiel (composer)                | gewonnen    |
| 2015 | ASCAP Screen Music Awards                | top televisieserie                                                                         | Carl Thiel (composer)                | gewonnen    |
| 2016 | Primetime Creative Arts Emmy Awards      | Primetime Emmy Award voor voortreffelijke multicamera-beeldbewerking in een komische serie |                                      | genomineerd |
| 2017 | Primetime Creative Arts Emmy Awards      | Primetime Emmy Award voor voortreffelijke multicamera-beeldbewerking in een komische serie |                                      | genomineerd |

## Uitzendingen
Last Man Standing werd reeds in de Verenigde Staten, Australië, Canada, Nieuw-Zeeland, het Verenigd Koninkrijk, Ierland, Israël, Duitsland en Italië uitgezonden.

### Nederland
In Nederland was Last Man Standing te bekijken op RTL7 en Comedy Central. Op die laatste zender is het anno 2024 nog steeds te bekijken.

### Vlaanderen
In Vlaanderen wordt Last Man Standing door VTM uitgezonden.